# 이인호 (무술가)
이인호(1955년 ~ )는 미국 태권도 협회 인 송암 태권도의 세 번째이자 전임 총재이다.
이인호는 한국 전쟁이 끝난 지 2년 후 대한민국 서울에서 태어났다. 그는 어렸을 때 태권도를 공부하고 수련하기 시작했다.
1976년 군복무 1년 만에 형인 이행웅이 이끄는 미국 송암 태권도장에 입단했다. 이인호는 점프 라운드 킥과 번개 같은 속도로 유명해졌다.
2011년 6월 25일 토요일 아칸소주 노스리틀록에서 열린 2011 송암태권도세계선수권대회 개막식에서 취임식을 가졌다.
이인호는 2019년 6월 14일 토요일 아칸소주 노스리틀록 에서 이경규 회장으로 승계되었다.